# Mogege
Mogege é uma povoação portuguesa sede da Freguesia de Mogege do Município de Vila Nova de Famalicão, freguesia com 2,98 km² de área e 1874 habitantes (censo de 2021), tendo, por isso, uma densidade populacional de 628,9 hab./km².
Em Mogege existe uma forte indústria têxtil e de calçado, empregando cerca de 5000 operários. No inquérito industrial de 1852 já existia em Mogege uma das duas fábricas do concelho onde imperava o algodão: a fábrica de algodão e linho de José Luís Ferreira (1801-1878), com 10 homens, 4 mulheres e 3 menores. O inquérito industrial de 1890 já identifica 12 unidades de algodão empregando 164 indivíduos (Produção: 245 500 M). Foi também em Mogege que surgiu a "Empresa Fabril do Minho" , que se tornou uma das fabricas têxteis mais importantes do país, fundada pelo comendador Manuel Ferreira Barbosa (1890-1969).
O único lugar homónimo desta freguesia é o lugar de Mogege da freguesia de S. Torcato, no Município de Guimarães.
Mogege tem duas grandes lendas, a lenda do Penedo da Moura e a do Penedo do Ladrão, esta última conhecida pelas pessoas mais velhas da freguesia.

## Demografia
A população registada nos censos foi:
| Distribuição da População por Grupos Etários | Distribuição da População por Grupos Etários | Distribuição da População por Grupos Etários | Distribuição da População por Grupos Etários | Distribuição da População por Grupos Etários |
| -------------------------------------------- | -------------------------------------------- | -------------------------------------------- | -------------------------------------------- | -------------------------------------------- |
| Ano                                          | 0-14 Anos                                    | 15-24 Anos                                   | 25-64 Anos                                   | > 65 Anos                                    |
| 2001                                         | 440                                          | 309                                          | 1026                                         | 163                                          |
| 2011                                         | 327                                          | 268                                          | 1144                                         | 204                                          |
| 2021                                         | 234                                          | 232                                          | 1095                                         | 313                                          |

## Geminação
- França, Saint Médard d'Eyrans, 2535 habitantes, desde junho de 2003